# Calydna jeannea
Calydna jeannea is een vlindersoort uit de familie van de prachtvlinders (Riodinidae), onderfamilie Riodininae.
Calydna jeannea werd in 2002 beschreven door Hall, J.